# Ezio Mantelli
Ezio Mantelli (Alessandria, 10 febbraio 1924 – Alessandria, 27 giugno 2002) è stato un cestista italiano.

## Carriera
Con l'Italia ha disputato i Giochi olimpici di Londra 1948.